# КС-172
КС-172 (на западе обозначается AAM-L (англ. «Air-to-Air Missile — Long range» — ракета «воздух — воздух» большой дальности))  — перспективная российская авиационная управляемая ракета класса «воздух — воздух» сверхбольшой дальности, разрабатываемая НПО «Новатор». 
Предполагается, что эта ракета позволит эффективно бороться со стратегическими бомбардировщиками, самолётами ДРЛО, воздушными командными пунктами, высотными разведчиками и прочими целями, находящимися на большом удалении от линии фронта и прикрытыми истребительной авиацией противника. Исходно, ракета была предназначена дополнить арсенал перспективного истребителя пятого поколения Су-57 (по две ракеты на одну машину).
Заинтересованность в покупке этих ракет, а также организации их серийного лицензионного производства на своей территории высказала Индия, которая сейчас осуществляет значительную долю финансирования проекта. По данным издания «Джейнс» российские ВВС пока отдают предпочтение ракете Р-37, имеющей сравнимую дальность, но полностью отлаженной и запущенной в серийное производство. По оценке российского издания «Однако», в случае успеха проекта КС-172 может существенно увеличить боевой потенциал как индийских истребителей, так и российских Су-30, Су-35 и Су-57.
В настоящее время является проектом управляемой ракеты «воздух-воздух» наибольшей дальности. Перспективы принятия ракеты на вооружение ВВС РФ или стран-партнёров и запуска её в серийное производство остаются неясными.

## История создания
Предпосылки к созданию
История проекта КС-172 восходит к разработанной в 1980-е годы американской УРВВ дальнего действия AIM-152 AAAM в варианте реализации корпораций General Dynamics/Westinghouse, принципиальную схему которой в части технической реализации двигательной установки она повторяет. Разработка новой управляемой авиационной ракеты сверхбольшой дальности была начата в НПО «Новатор» в 1991 году, в соответствии с тактико-техническим заданием, поставленным в том же году ВВС СССР, ответственным за её разработку был назначен заместитель генерального конструктора бюро С. В. Жиров. За основу была взята хорошо зарекомендовавшая себя зенитная управляемая ракета 9М83 сухопутных комплексов ПВО С-300В, по которой у ОКБ уже имелись собственные наработки, вторая (маршевая) ступень ЗУР 9М83 была модифицирована под размещение на авиационном носителе.
Тактико-техническое задание
ТТЗ ВВС от 1991 года предусматривало разработку ракеты со следующими характеристиками:
- Сочетание инерциальной навигационной системы на серединном (маршевом) участке траектории полёта с активным радиолокационным самонаведением на конечном (терминальном) участке траектории полёта;
- Досягаемость по дальности до цели — до 400 километров;
- Досягаемость по высоте — до 30 километров.

Иностранные инвестиции в проект
Проблемным вопросом на пути дальнейшей работы коллектива разработчиков стало прекращение финансирования проекта в свете дезинтеграции СССР, в связи с чем перед ОКБ встала необходимость поиска источников финансирования в лице зарубежных инвесторов. Уже в 1993 году, чтобы привлечь внимание иностранных заказчиков, макет ракеты был впервые продемонстрирован 14—18 февраля на международной выставке вооружения и военной техники (IDEX) в Абу-Даби, где присутствовали представители военно-промышленного комплекса 28 стран мира и куда специально прибыл тогдашний Министр обороны РФ Павел Грачёв. В том же году, с 31 августа по 5 сентября, макет ракеты был представлен на первом Московском международном авиакосмическом салоне МАКС-1993.
Приостановление работ над проектом
Однако проблемы с финансированием привели к замораживанию этой и других программ — практически 10 лет не поступало новых сообщений о работе над ракетой. В условиях стеснённого финансирования российские ВВС предпочли использование разработанной ещё до распада СССР ракеты Р-37. На это повлияли испытания 1994 года, когда был проведён успешный перехват ракетой Р-37 воздушной цели на дальности 300 км, сравнимой с возможностями КС-172 — вдвое больше, чем дальность любых других ракет, стоящих на вооружении в мире. Подобная дальность позволяет уверенно поражать патрулирующие самолёты ДРЛО и РЭБ, воздушные командные пункты и стратегические бомбардировщики на удалении сброса крылатых ракет; при этом не подвергаясь опасности со стороны истребителей сопровождения. Таким образом, российские ВВС, имеющие на вооружении большое количество перехватчиков МиГ-31, могли эффективно решать все задачи защиты и контроля воздушного пространства, а потому не испытывали острой потребности в ракетах большей дальности.
Возобновление работ над проектом
Работы были возобновлены в начале 21-го века. Финансирование было найдено со стороны Индии. На это решение повлияло то, что основу перспективной авиации ВВС Индии составляют многофункциональные самолёты Су-30МК — менее скоростные и высотные, чем специализированные перехватчики МиГ-31БМ, а, следовательно, требующие ракеты большей дальности для обеспечения сравнимых возможностей по поражению удалённых целей. В декабре 2003 года на выставке в Дубае НПО "Новатор" представило экспортный вариант ракеты КС-172С-1 как один из видов оружия Су-35, позже ракета была представлена и на МАКС-2007. Ракета существенно изменилась внешне, хотя габаритные размеры остались прежними — была полностью заменена первая ступень ракеты, а вторая ступень более не имеет сужения в головной части. У данной модификации дальность поражения целей составляет 300 километров, что на 100 км меньше, чем у варианта для российских ВВС.

### Лётные испытания
Было произведено несколько тестовых пусков ракет КС-172, не оснащённых головками самонаведения, что является обычной практикой при разработке новых управляемых ракет «воздух-воздух».
Интерес к КС-172 со стороны российских военных начал возвращаться со второй половины 2000-х годов в связи с вступлением в завершающую фазу разработки истребителя пятого поколения ПАК ФА (Су-57).

## Конструкция
Конструктивно ракета КС-172 представляет собой двухступенчатую ракету, оснащённую только полноповоротными рулями (не имеющую стабилизаторов и крыльев). Ракета является бикалиберной — первая ступень имеет примерно в полтора раза больший диаметр, нежели вторая. 
Первая ступень представляет собой твердотопливный ускоритель, обеспечивающий разгон ракеты на начальном этапе полёта. 
В головной части второй ступени размещена активная радиолокационная головка самонаведения, система инерциального наведения и автопилот. За блоком аппаратуры размещена осколочно-фугасная боевая часть направленного действия. В хвостовой части находятся твердотопливный ракетный двигатель, привод рулей и, собственно, сами рули. 
Так как ракета не имеет несущих плоскостей, то её траектория на пассивном участке по мнению ряда экспертов, близка к оптимальной баллистической.
Наведение на маршевом участке траектории осуществляется при помощи инерциального наведения от бортовой РЛС носителя, либо по данным от РЛС ДРЛОиУ А-50, ракета получает постоянную информацию о цели,  а на дальности в 80-100 километров ракета переходит на активное радиолокационное самонаведение, осуществляемое с помощью головки самонаведения 9Б-1103М. Полёт на максимальную дальность у ракеты занимает около 5 минут, а период активного самонаведения лишь около минуты. За 4 минуты полёта по инерциальному наведению пространственное положение цели может существенно измениться, поэтому некоторые эксперты полагают, что при сложной воздушной обстановке для корректной селекции цели на максимальной дальности ракете может потребоваться внешнее целеуказание Для того что бы произвести пуск необходимо: БРЛС (бортовая радиолокационная станция) должна находиться в режиме работы СНП (сканирование на проходе), БРЛС должна обязательно обнаружить данную цель. Затем взяв в так называемый мягкий захват (захват цели при котором система предупреждения об радиолокационном облучении не указывает на то, что ее взяли на сопровождения) поступает информация о пространственном ее положении. Если по каким то причинам БРЛС не обнаруживает цель, то информация о ней приходит от РЛС ДРЛОиУ А-50 либо от наземных по так называемому радиомосту, но в конечном итоге ракета корректируется  на маршевом участке только от БРЛС носителя, и если теряется контакт с целью на  маршевом участке - соответственно теряется и ракета. По данному принципу работают все без исключения УРВВ с АРГСН. Плюсом  данных ракет является полная информационная скрытность атаки на маршевой стадии полета по ИНС+РК, что в свою очередь обеспечивает сохранения большей части энергии ракеты по сравнению с УРВВ с ПАРГСН (полу-активная головка самонаведения).  
Подрыв боевой части обеспечивается бесконтактным радиолокационным взрывателем. На случай прямого попадания предусмотрен контактный взрыватель.
Вариант, представленный в 2003 году, внешне существенно отличается от предложенного в 1993-м, хотя и имеет схожие характеристики и те же размеры. На ракете установлен новый твердотопливный ускоритель первой ступени, иные аэродинамические рули, а вторая ступень ракеты более не имеет сужения в головной части.

## Сравнение с аналогами
В настоящее время КС-172 является проектом ракеты «воздух-воздух», имеющей наибольшую дальность в мире, причём по этому параметру она на треть (на 100 км) превышает своего ближайшего конкурента — российскую же Р-37.
На 2009 год только Россия обладает ракетами «воздух-воздух» с дальностью более 200 км. 
ВВС Ирана обладают некоторым количеством перехватчиков F-14 и ракет AIM-54 c предельной дальностью около 180 км (с вооружения ВВС США эти ракеты были сняты вместе с истребителями F-14 в 2006 году). 
В США есть модификация ракеты aim-120D "AMRAAM", способная поражать цели на дальности 180 км. 
Остальные страны не обладают ракетами, способными поражать воздушные цели на дистанции более 120 км.
В 1992 году российскими разработчиками было объявлено о работах по доработке ракеты Х-31А для атаки воздушных целей, но эта работа не была завершена. Однако эти работы были продолжены в Китае, который экспериментирует в этом направлении со своей копией Х-31, обозначенной как YJ-91.
Примечательно, что ВВС США заявили о своей незаинтересованности в ракетах «воздух-воздух» большой/сверхбольшой дальности и проект перспективной ракеты AIM-152 был закрыт в 1992 году. 
| Название, индекс | Страна        | Статус                                                 | Максимальная дальность, км | Год принятия на вооружение | Масса (стартовая / боевой части), кг | Количество ступеней | Носители                 | Изображение |
| ---------------- | ------------- | ------------------------------------------------------ | -------------------------- | -------------------------- | ------------------------------------ | ------------------- | ------------------------ | ----------- |
| AIM-47 Falcon    | США           | На вооружение не принималась                           | 210                        |                            | 360 / ?                              | 1                   | YF-12                    |             |
| AAM-N-10 Eagle   | США           | На вооружение не принималась                           | 200                        |                            | 582 / 75                             | 2                   | F6D                      |             |
| AIM-54 Phoenix   | США           | В настоящее время стоит на вооружении только ВВС Ирана | 184                        | 1974                       | 460 / 60,75                          | 1                   | F-14                     |             |
| Р-33             | СССР · Россия | Эксплуатируется                                        | 160                        | 1981                       | 490 / 47                             | 1                   | МиГ-31                   |             |
| Р-37             | СССР · Россия | Эксплуатируется                                        | 200/300                    | 1989                       | 600 / 60                             | 1                   | МиГ-31, Су-27, Су-35     |             |
| AIM-152 AAAM     | США           | На вооружение не принималась                           | 270                        | [ 21 ]                     | 172 / 22,7                           | 1                   | F-15, F-22               |             |
| КС-172           | Россия        | В разработке (лётные испытания)                        | 400                        |                            | 750 / 50                             | 2                   | Су-30МК, Су-35/БМ, Су-57 |             |

## Тактико-технические характеристики
Источники информации : 